# Bandera de Navès
La bandera oficial de Navès té la següent descripció:
Bandera apaïsada, de proporcions dos d'alt per tres de llarg, dividida horitzontalment en dues franges iguals, blanca la superior i vermella la inferior, i damunt del tot i el centre, un drac d'alçada 7/9 de la del drap, de color verd amb la llengua vermella.
Va ser aprovada el 30 de juliol de 1998 i publicada en el DOGC el 31 d'agost del mateix any amb el número 2714. Es va corregir una errada en el blasonament el 29 d'octubre de 2001 en el DOGC número 3502.

## Curiositat
Altres banderes que també carreguen un drac.

Bhutan
Bro Dreger, Bretanya
Cardiff, Gal·les
Dinastia Qing (1889-1912), Xina
Evenley, Anglaterra
Gal·les
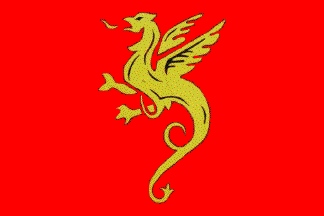
Pérouges, França
Plomelin, Bretanya
Pomerània, Polònia
Puerto Madryn, Argentina
La Riera de Gaià, Tarragonès
Santa Margarida i els Monjos, Alt Penedès
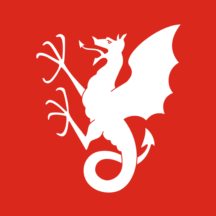
Skiptvet, Noruega
Slochteren, Països Baixos
Somerset, Anglaterra
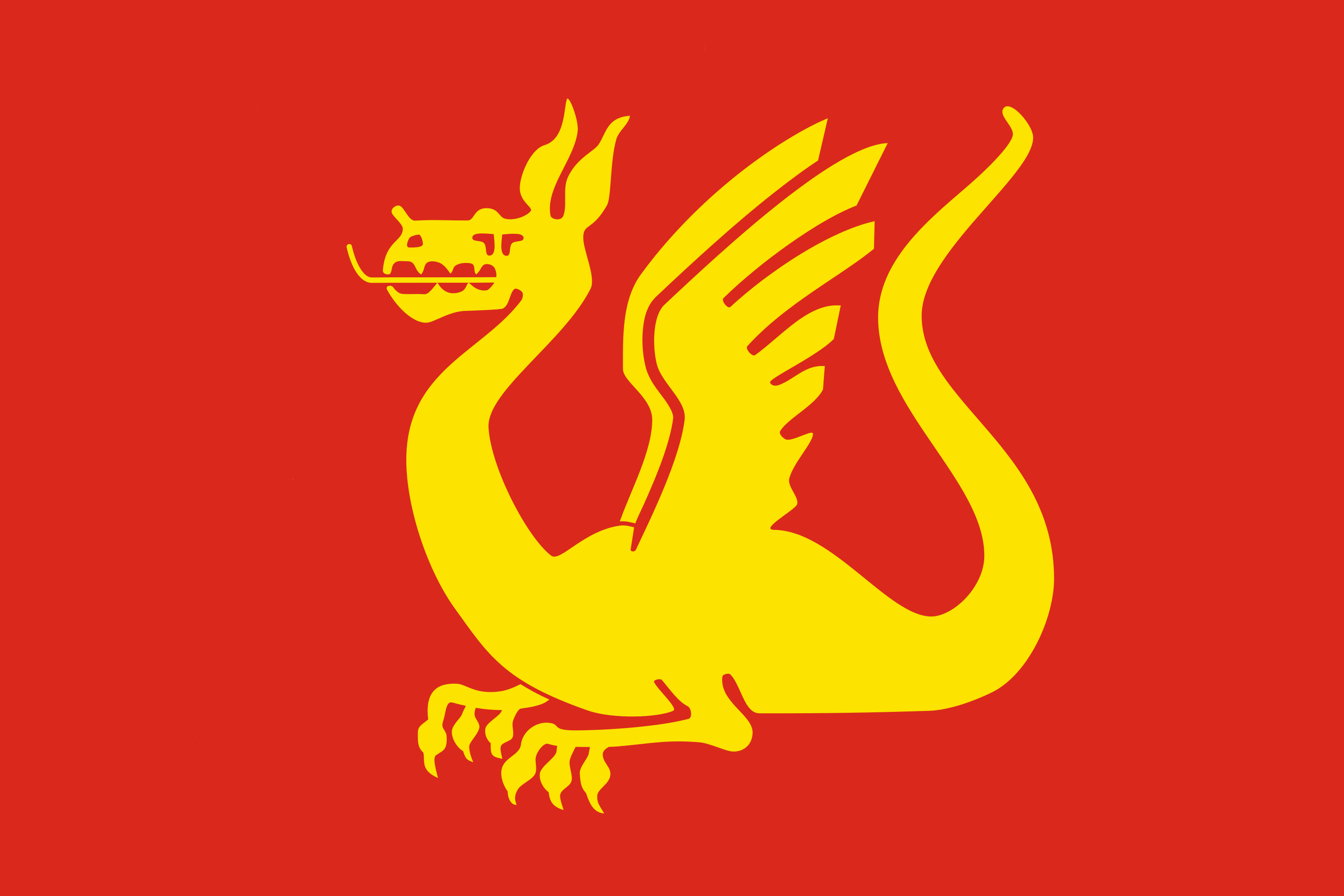
Stjørdal, Noruega
Wessex (519-927)